# Porcellio haasi
Porcellio haasi is een pissebed uit de familie Porcellionidae. De wetenschappelijke naam van de soort is voor het eerst geldig gepubliceerd in 1925 door Arcangeli.